# Blanca Guerra
Blanca Guerra  (Mexikóváros, Mexikó, 1953. január 10. –) mexikói színésznő.

## Filmográfia
- Tres veces Ana (Ana három arca) (2016) - Soledad Hernández
- Abismo de pasión (Bűnös vágyak) (2012) - Alfonsina Mondragón de Arango
- Para Volver a Amar (2011) - Az építkezési projekt bemutatója
- Alma de Hierro (2008-2009) - Elena Jiménez de la Corcuera de Hierro / de Galindo
- Amarte es mi pecado (2004) - Leonora Madrigal de Horta
- Velo de novia (2003-2004) - Ricarda del Álamo
- La casa en la playa (Villa Acapulco) (2000) - Marina Villareal
- La Mentira (A vipera) (1998) - Miranda Montesinos
- Mujer, casos de la vida real (1997)
- Si Dios me quita la vida (1995) - Virginia
- Valentina (1993-1994) - Debora Andrade
- Al filo de la muerte (1991-1992) - Alina
- Nuevo amanecer (1988) - Norma
- Hora Marcada (1986)
- Juana Iris (1985) - Magali
- Lo que el cielo no perdona (1982)
- Corazones sin rumbo (1980) - Magda
- Yara (1979) - Regina
- Una mujer (1978) - Mabel